# Rhynchodontodes antiqualis
Rhynchodontodes antiqualis là một loài bướm đêm trong họ Erebidae.